# À travers le monde
À travers le monde est le titre de trois séries de bande dessinée petit format qui sont parues dans les années 1940 et 1950 aux éditions S.E.G..
Il s'agissait essentiellement de récit d'aventures et d'humour (rééditions mais aussi originaux).

## Première série
La première série est composée de 14 numéros et sort entre 1945 et 1946. Ils sont édités en noir et blanc, au format à l'italienne.
| Numéro | Titre                             | Date |
| ------ | --------------------------------- | ---- |
| 1      | Vikrama princesse de Benarès      | 1945 |
| 2      | Le maître du feu                  | 1945 |
| 3      | L'explorateur du temps            | 1945 |
| 4      | Capitaine Bras de fer             | 1945 |
| 5      | La cité perdue                    | 1945 |
| 6      | Le fleuve en flammes              | 1945 |
| 7      | Le labyrinthe invisible           | 1945 |
| 8      | Combat aux arènes                 | 1945 |
| 9      | Les monstres déchaînés            | 1946 |
| 10     | Le fou du Sahara                  | 1946 |
| 11     | L'étendard noir                   | 1946 |
| 12     | Le crocodile d'or                 | 1946 |
| 13     | La piste des diamants             | 1946 |
| 14     | Devil's Saloon : le bar du diable | 1946 |

Sources : ,,

## Deuxième série
La deuxième série est composée de 110 numéros et sort entre novembre 1946 et mai 1956. Éditée en noir et blanc, elle change de format après le no 71. Elle est également numérotée jusqu'au no 111, le 55 étant absent. 

## Troisième série
La troisième série est composée de 20 numéros en noir et blanc et sort entre juin 1956 et février 1958.
| Numéro | Titre                                   | Date           |
| ------ | --------------------------------------- | -------------- |
| 1      | Au pays de l'or                         | juin 1956      |
| 2      | Les hommes oiseaux                      | août 1956      |
| 3      | S.O.S Planète                           | septembre 1956 |
| 4      | Le capitaine Fracasse                   | octobre 1956   |
| 5      | Les mystères de Zanzibar                | novembre 1956  |
| 6      | Le maître du feu                        | décembre 1956  |
| 7      | La carrière tragique                    | janvier 1957   |
| 8      | La revanche du Shérif                   | février 1957   |
| 9      | Soucoupes volantes                      | mars 1957      |
| 10     | L'homme bleu                            | avril 1957     |
| 11     | Le trésor du Theseus                    | mai 1957       |
| 12     | Les héros du Labrador                   | juin 1957      |
| 13     | Le fils du Far-West 1                   | juillet 1957   |
| 14     | Le fils du Far-West 2                   | août 1957      |
| 15     | Congo océan                             | septembre 1957 |
| 16     | Le fils du Far-West : Les émigrants     | octobre 1957   |
| 17     | Le fils du Far-West : Harold s'installe | novembre 1957  |
| 18     | Aventure au Tibesti                     | décembre 1957  |
| 19     | La valise diplomatique                  | janvier 1958   |
| 20     | Une expédition                          | février 1958   |

Sources : ,